# Ulf Stahl

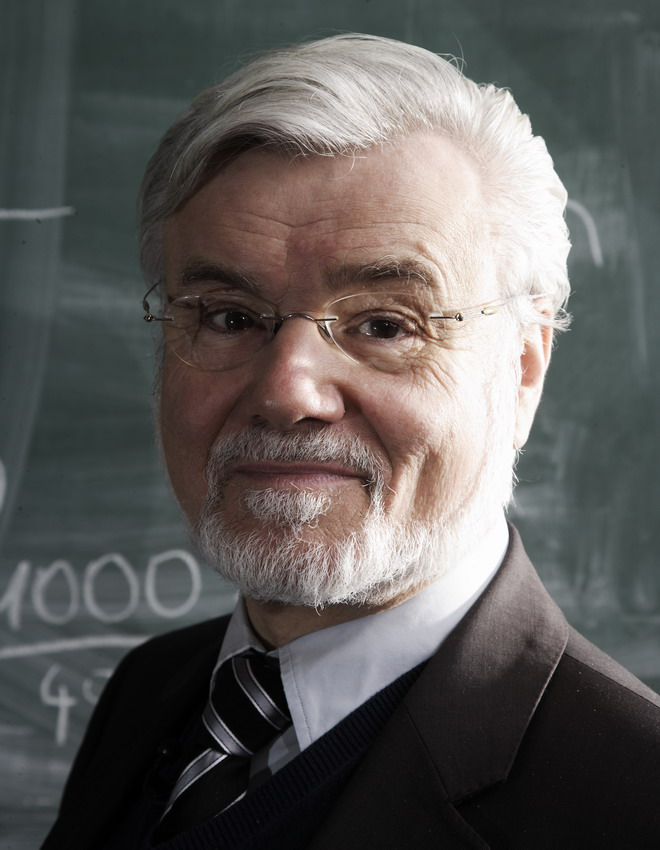
Ulf Stahl

Ulf Stahl (* 10. Jänner 1944 in Wien; † 18. August 2019 in Berlin-Wedding) war ein österreichischer Mikrobiologe und Genetiker. Als Hochschullehrer der TU Berlin (TUB) war er gleichzeitig Wissenschaftlicher Direktor des Instituts für Gärungsgewerbe und Biotechnologie zu Berlin (IfGB) und Berater der Versuchs- und Lehranstalt für Brauerei (VLB) sowie der Versuchs- und Lehranstalt für Spiritusfabrikation (VLSF).

## Leben
Aufgewachsen ist Stahl in Niederösterreich als erstes von drei Kindern des Hausverwalters Josef Stahl und seiner Ehefrau Elisabeth Stahl, geborene Burger. Ulf Stahl machte seine Matura im Realgymnasium in Eisenstadt im Burgenland. Er wollte ursprünglich Maschinenbau studieren, aber im letzten Schuljahr war er so begeistert vom schulischen Chemieunterricht, der mit einem Praktikum verbunden worden war, dass er sich dachte, man könne diese beiden Interessen in der Verfahrenstechnik miteinander verbinden. Deshalb entschied er sich für ein Studium zum Diplom-Ingenieur der Gärungstechnik und Lebensmitteltechnologie an der Universität für Bodenkultur Wien. Während des Studiums arbeitete Stahl als studentische Hilfskraft an der Versuchstation für Gärungsgewerbe des Verbands der Brauereien Österreichs.
Ab Mai 1971 hatte er eine Promotionsstelle als Wissenschaftlicher Mitarbeiter am Botanischen Institut der Ruhr-Universität Bochum beim Pilzgenetiker Karl Esser, bei dem er 1975 mit einer Studie über Genetische Regulation der Fruchtkörper-Bildung bei höheren Basidiomyceten dissertierte. 1981 habilitierte er sich, ebenfalls bei Esser, über Molekulargenetik der Schlauchpilze und erhielt danach 1982/83 eine C3-Professur in Bochum zur Morphologie von Pilzen.
1983 erhielt er eine C4-Professur am Lehrstuhl für Mikrobiologie im Fachbereich 13 (Lebensmitteltechnologie) der TUB als Nachfolger von Siegfried Windisch (1913–2000). 1991 wurde dieser Fachbereich zusammengelegt mit dem für Verfahrenstechnik und technischen Umweltschutz an der HUB. Stahl war von 2005 bis 2009 Dekan der daraus gebildeten Fakultät Lebensmittelwissenschaften und Biotechnologie / Prozesswissenschaften an der TU.
Vom Präsidenten der VLSF Otto Bittelmann wurde er 1984 zum Leiter des von der VLSF unterhaltenen Forschungsinstituts für Mikrobiologie am IfGB ernannt.
Ab 1995 gab es ein gemeinsames Forschungsprojekt über Meeresalgen zusammen mit einem koreanischen Forschungsinstitut, das eine Außenstelle an der TU Berlin eingerichtet hatte. Über diese Kollaboration begann Stahl auch eine Gast- und Ehrenprofessur an der Dongseo Universität in Busan, die er auch seit seiner 2012 erfolgten Emeritierung fortsetzte. Die Nachfolge auf dem Lehrstuhl für Mikrobiologie und Genetik übernahm Vera Meyer.

## Firmengründungen und weitere Aktivitäten

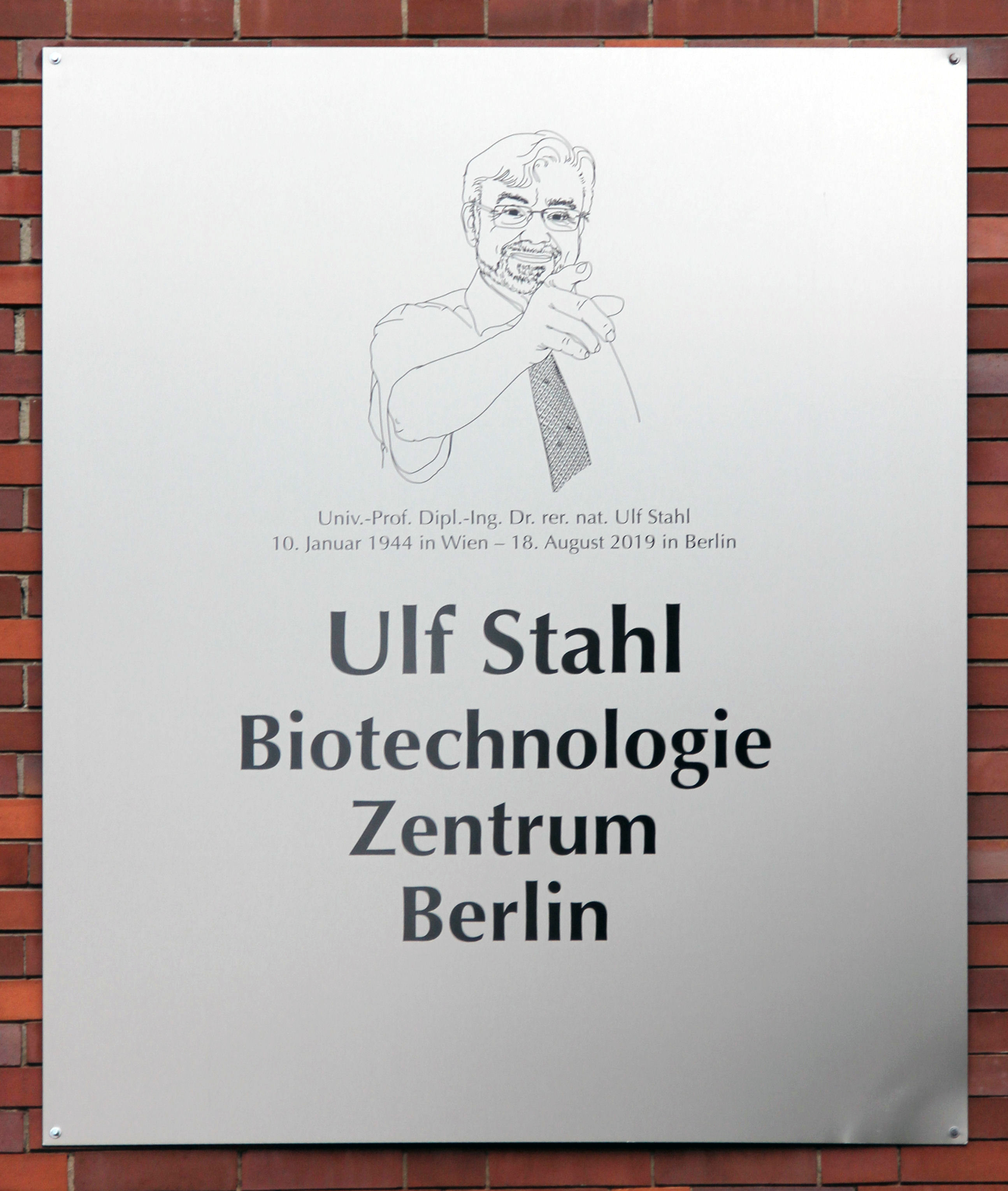

Stahl war Mitglied zahlreicher wissenschaftlicher Beiräte sowie vieler in- und ausländischer Kommissionen, dazu gehören unter anderen der Beirat beim Innovationszentrum Technologien für Gesundheit und Ernährung (IGE). Daneben war er beteiligt an der Gründung des Biotechnologie-Centrum an der TU Berlin und des Biotechnologieverbund Berlin-Brandenburg e. V. und 2005 an der Gründung der Fachgemeinschaft Biotechnologie der DECHEMA Gesellschaft für Chemische Technik und Biotechnologie e. V., dort hatte er zeitweise den Vorsitz des Arbeitsausschusses Lebensmittelbiotechnologie.
1990 gründete er zusammen mit seiner Doktorandin Kornelia Berghof-Jäger die Diagnostik-Firma  Biotecon Diagnostics. 2001 wurde von Christine Lang die Organobalance GmbH gegründet, an der er sich beteiligte. Diese Firma entwickelte unter anderem aus einer der weltweit größten Stammsammlungen Probiotika, die Lactobacillus-Stämme zur Hautpflege verwenden, gegen Karies oder zur Bekämpfung des Magenkeims Helicobacter pylori. Ende 2016 wurde die GmbH an Novozymes verkauft und die 2010 gegründete Organobalance Medical AG in Belano Medical AG umbenannt. Mitte November 2023 meldete die Belano Medical AG Insolvenz an. Die Produktlinie und Marken werden von der Rigix GmbH mit Sitz in Ronnenberg bei Hannover fortgeführt.
Nach der Übernahme der VLSF durch die VLB 2002 gab es bis 2009 nur eine sehr behelfsmäßige Fortführung des Lehrbetriebs für Destillateure und der Versuchslikörfabrik des IfGB. 2005 übernahm Stahl zusammen mit dem Diplom-Hotelier Gerald Schroff die Marke Adler Spirituosen und der von Max Delbrück entwickelte Adler Gin sowie der Adler Wodka wurden auf der Grundlage der Originalrezeptur wieder hergestellt. Ab 2009 übernahmen beide auch die Preussische Spirituosen Manufaktur (PSM). Im Mai 2017 wurde von der VLB ein langfristiger Kooperationsvertrag mit Stahl und Schroff abgeschlossen, um die Aus- und Weiterbildung von Brennern und Destillateuren zu verbessern und zu sichern. Dazu soll auch wieder eine Brennerei der PSM eingerichtet werden. Das Gebäude der Alten Mälzerei, in dem die PSM untergebracht ist, erhielt die Bezeichnung Ulf Stahl Biotechnologie Zentrum Berlin.

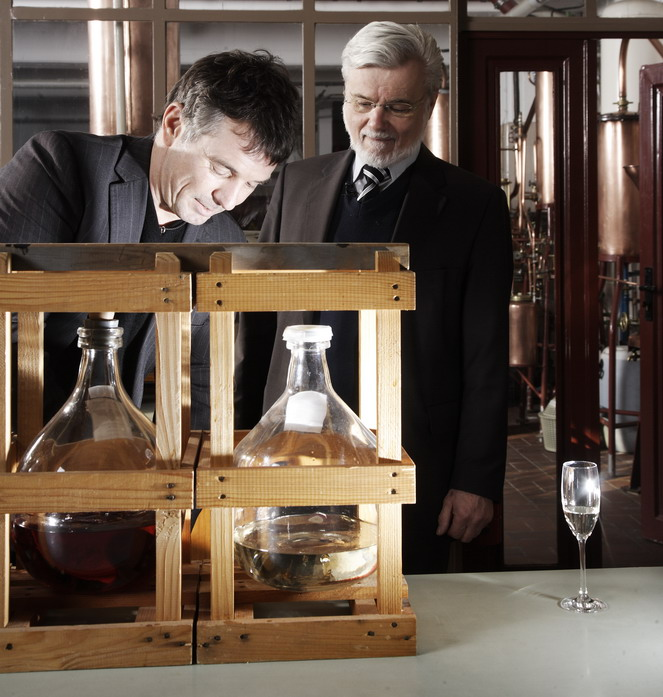
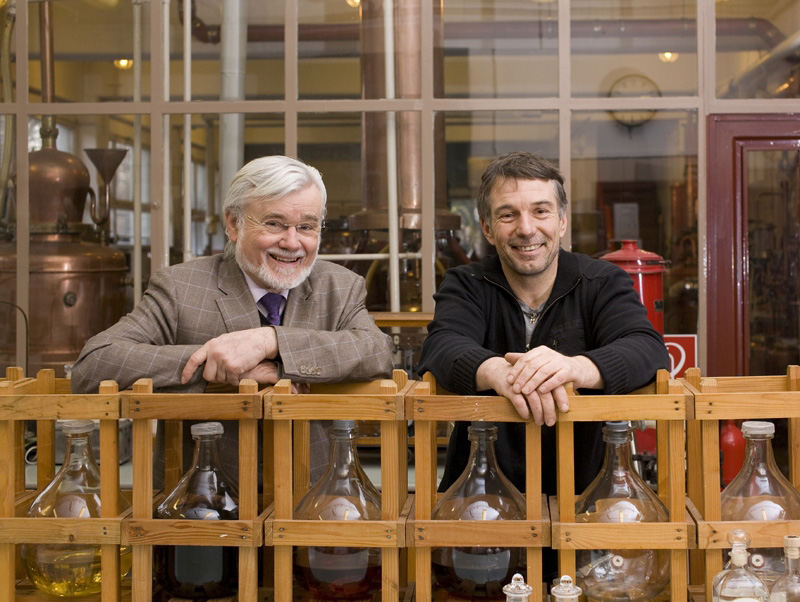
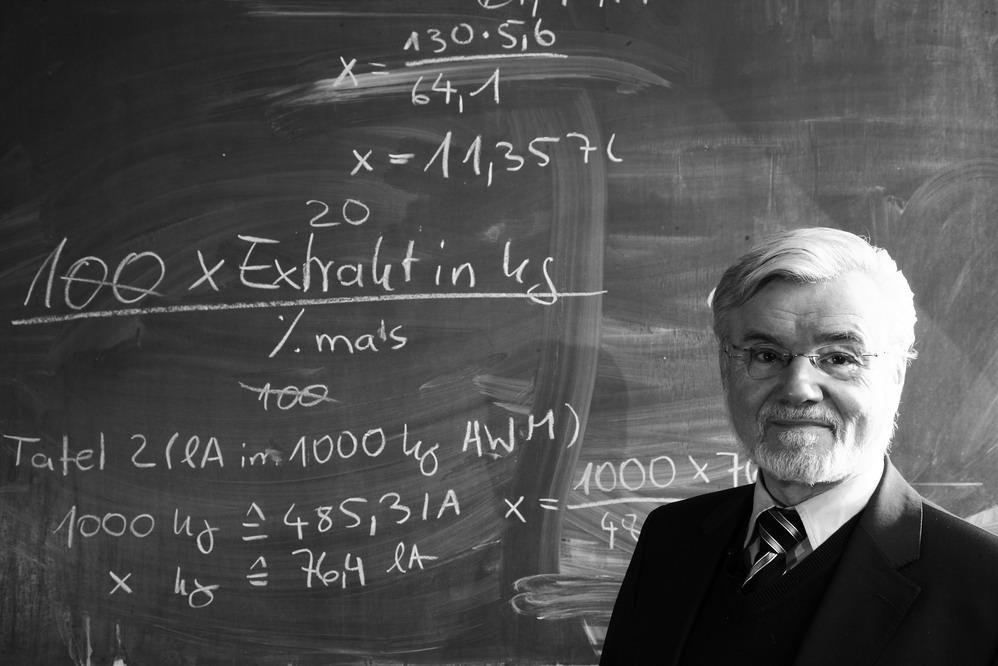

## Auszeichnungen
- 1980 erhielt Stahl das Graduierten-Stipendium der Sandoz-Stiftung für Therapeutische Forschung.
- Am 16. Oktober 2017 erhielt er anlässlich der Eröffnung des Neubaus der VLB die VLB-Ehrennadel in Gold.[15]

### Mitgliedschaften
Ulf Stahl war Mitglied in der Vereinigung für allgemeine und angewandte Mikrobiologie, dem Verein für Genetik, der DECHEMA, der Gesellschaft für Molekularbiologie und dem Lions-Club Berlin-Dahlem.
Seine Funktion im Aufsichtsrat der Belano Medical AG, einem der beiden Nachfolgeunternehmen der von Stahl mitgegründeten Organobalance GmbH, übernahm der ehemalige Hauptgeschäftsführer des Bundesverbandes der Pharmazeutischen Industrie Henning Fahrenkamp.

## Schriften (Auswahl)
- 1976: Genetische Regulation der Fruchtkörper-Bildung bei höheren Basidiomyceten: Monokaryotisches Fruchten bei Polyporus ciliatus (Bibliotheca mycologica); Cramer-Verlag: Vaduz 1976 = Diss. Uni Bochum zum Dr. rer. nat. 1975
- 2010: Genetische Leistungspotenziale von Hefen. Vortrag auf der VLB-Jahrestagung in Veldhoven. In: Brauerei-Forum 25/2010, Heft 6, S. 14–17